# Cerkiew Przemienienia Pańskiego w Sarajewie
Cerkiew Przemienienia Pańskiego (serb. Црква Светог Преображења) – prawosławna cerkiew w Sarajewie, należąca do metropolii Dabaru i Bośni Serbskiego Kościoła Prawosławnego.

## Historia
Pod koniec lat 30. XX wieku Sarajewo zaczęło się rozrastać, co skłoniło władze miasta do uznania za konieczne wybudowania nowego miejsca kultu dla stale rosnącej liczby mieszkającej tam ludności prawosławnej. Projekt budowli przygotował Aleksandar Deroko, który zaprojektował także kaplicę Bohaterów Widowdanu, w której pochowano szczątki członków Młodej Bośni uczestniczących w zamachu w Sarajewie.
Deroko zaprojektował świątynię w stylu bizantyjskim, wzorując się na pochodzącej z początku IX wieku cerkwi w Rasie. Początkowo projekt miał być wykorzystany do budowy świątyni w Splicie, jednakże został on porzucony, a następnie wykorzystany przy budowie cerkwi w Sarajewie.
Budowa była prowadzona w latach 1938–1940. Konsekracja świątyni nastąpiła 8 września 1940 r. W uroczystości brali udział: serbski patriarcha Gabriel, metropolita Dabaru i Bośni Piotr, biskup žicki Mikołaj, biskup zwornicko-tuzlański Nektariusz, biskup zahumsko-hercegowiński Mikołaj, a także 50 księży i diakonów, wielu gości oraz 50 tysięcy wiernych.
W czasie wojny w Bośni i Hercegowinie, toczącej się w latach 1992–1995, świątynia została ograbiona i znacznie zniszczona. Po zakończeniu wojny przystąpiono do odbudowy i ponownego poświęcenia cerkwi.

## Opis świątyni
Cerkiew jest zbudowana na planie koła, w stylu bizantyńskim. Do jej budowy wykorzystano biały wapień. Wnętrze świątyni zostało urządzone na planie krzyża: od strony wschodniej znajduje się przestrzeń ołtarzowa z ikonostasem, po stronie północnej i zachodniej usytuowano drzwi, natomiast od strony południowej zaplanowano wnękę.
Freski i ikony wewnątrz świątyni zostały namalowane przez czarnogórskiego malarza Jovana Zonjicia.
Ikonostas wraz z ołtarzem został wykonany z kamienia wydobywanego na wyspie Brač, natomiast świeczniki oraz duży żyrandol – z kutego żelaza. Wokół krawędzi tego żyrandola znajduje się wypisana modlitwa „Ojcze nasz”.

## Ataki na świątynię
Położenie prawosławnych w stolicy Bośni znacznie się skomplikowało w wyniku zmian w składzie narodowościowym miasta. Przed wojną 1992–1995 w Sarajewie mieszkało 167 tysięcy Serbów, natomiast do 2009 zostało ich mniej niż 7 tysięcy.
W latach 2000–2016 odnotowano ponad 40 aktów wandalizmu wymierzonych w cerkiew Przemienienia Pańskiego w Sarajewie.
W 2009 r. wandale wybili okna, włamali się do świątyni i zabrali ofiarowane przez wiernych pieniądze.
W styczniu 2012 r. nieznany mężczyzna zaatakował nożem pracownika tej świątyni, gdy ten uniemożliwił mu wyniesienie skradzionych ikon i przedmiotów kościelnych. W marcu 2016 r. została skradziona ikona Matki Bożej.